# Kostel svatého Mikuláše (Police)
Kostel svatého Mikuláše v Polici je barokní stavbou ze 17. a 18. století, se starším gotickým jádrem (presbytář) z 13. století. Kostel byl dostavěn a upraven v 1. polovině 19. století. V roce 1958 byl zapsán do seznamu kulturních památek.

## Historie
Oltářní autentika polického farního kostela svatého Mikuláše z roku 1312 je nejstarším historickým svědectvím o existenci Police i kostela. Někdy kolem roku 1600 farnost v Polici zanikla a kostel sv. Mikuláše se stal filiálním kostelem úsovské farnosti. Kostel byl barokně přestavěn v letech 1672 a 1763. Dnešní podobu získal po dostavbě a úpravách v 1. polovině 19. století.

## Popis

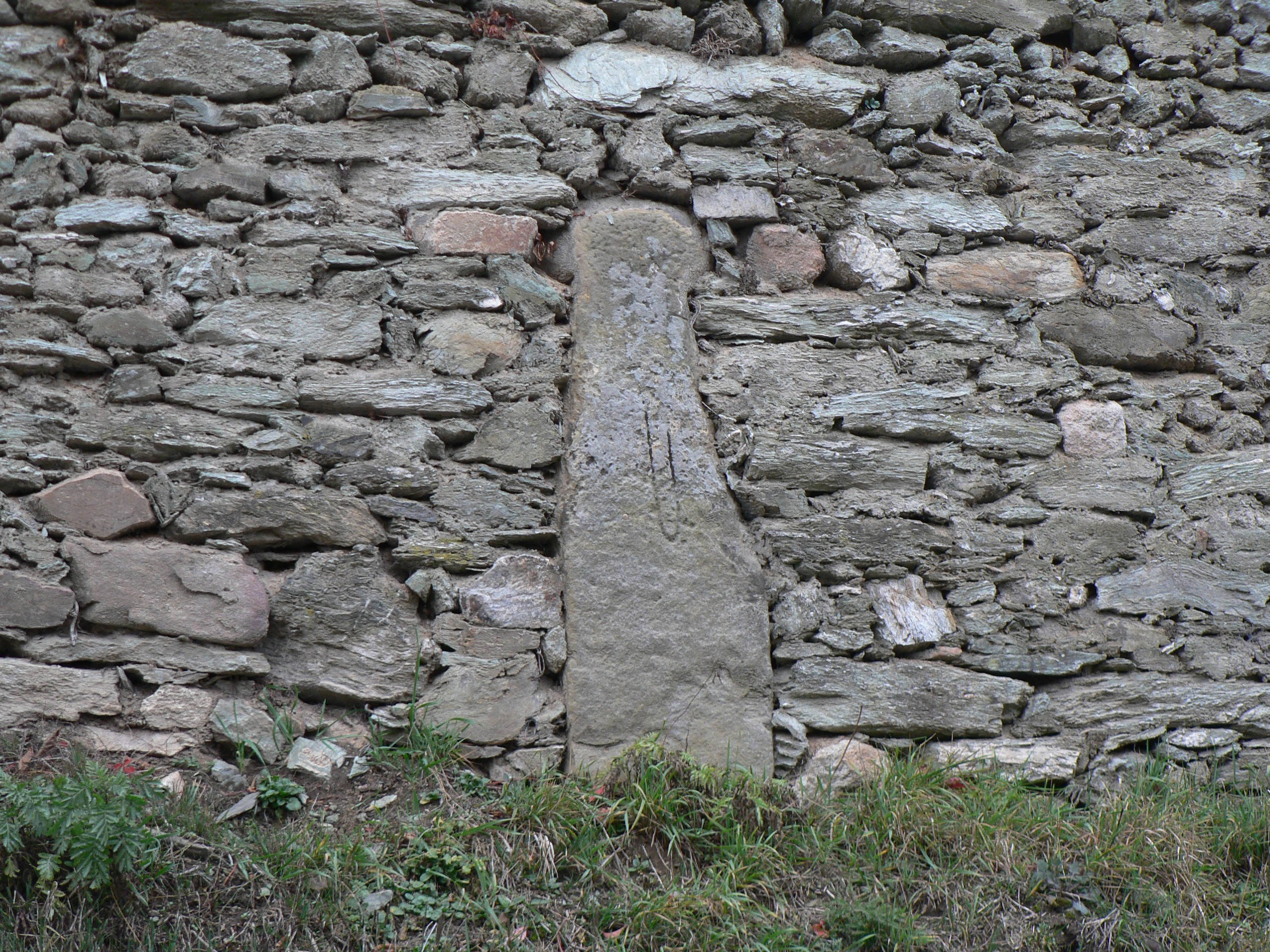
smírčí kříž ve zdi kolem hřbitova

Areál kostela se hřbitovem obklopeným ohradní zdí stojí na vyvýšeném místě v blízkosti silnice z Úsova do Dubicka. Před kostelem stojí pískovcový kříž z roku 1850 s tělem Ježíše Krista, na podstavci reliéf Panny Marie Bolestné.  Kolem kostela je hřbitov, obehnaný kamennou ohradní zdí z roku 1850 (navazující na starší základ), v níž je zazděn smírčí kříž z 15. století.
Kostel je jednolodní stavba obdélného půdorysu. Nejstarší částí je gotické kněžiště čtvercového půdorysu zaklenuté valenou klenbou s výsečemi. Ve východních koutech jsou konzoly, které nesly dřívější žebrovou klenbu. V kněžišti je jedno okno se segmentovým záklenkem a za oltářem úzké gotické okno s kružbou (jeptiška). Nad průčelím je vystavěna čtyřboká věž, členěná lizénami a ukončená obloučkovou ozdobnou římsou. Nad okny s půlkruhovými záklenky jsou umístěny ciferníky hodin. Střechu věže tvoří čtyřboký stan, který přechází v osmiboký jehlan s lucernou. Po severním boku věže je točité schodiště. Kostel je zastřešen sedlovou zvalbenou střechou. Na severní straně kněžiště je přistavěna sakristie s pultovou střechou s přístavkem bývalé márnice.

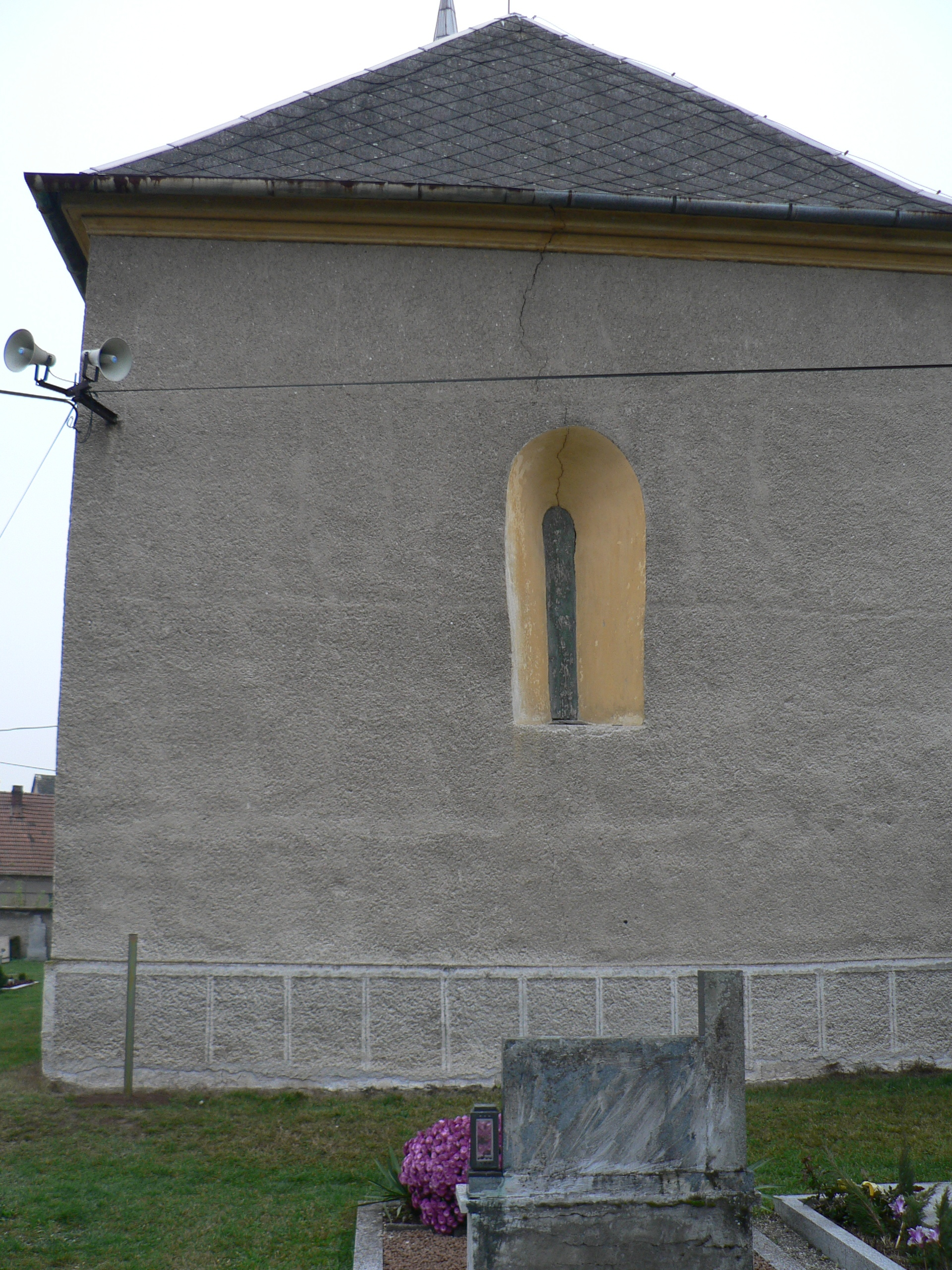
gotické okno v presbytáři

Loď kostela má plochý strop a okna se segmentovými záklenky. V západní části je dřevěná kruchta. Hlavní oltář ze 70. let 17. století byl upraven kolem roku 1800 a tvoří jej zdobené dvojetážové retabulum s nástavcem.  V prostředním poli je socha trůnící Madony, po stranách sochy sv. Václava a sv. Zikmunda.  Mezi sloupy 2. etáže se nachází čtvercový obraz  sv. Mikuláše, v nástavci  obraz svaté Trojice. 
Vzácnými památkami jsou kamenná křtitelnice kalichového tvaru z přelomu 13. a 14. století a zvon ulitý ke cti sv. Mikuláše z roku 1497. 